# 阿南·约桑瓦尔
阿南·约桑瓦尔（2001年7月9日—），泰国足球运动员，司职前锋。現效力於泰超球会南奔勇士，也代表泰国国家足球队。

## 荣誉

### 俱乐部
南奔勇士
- 泰國乙組足球聯賽冠军：2021–2022
- 泰国丙组足球联赛冠军：2020–2021

### 国家队
泰国U-23
- 东南亚运动会银牌：2023